# Hexenkind (Roman)
Hexenkind (englischer Originaltitel Witch Child) ist ein historischer Roman der britischen Jugendbuchautorin Celia Rees, der 2000 beim Verlag Bloomsbury Publishing veröffentlicht wurde. Die deutsche Erstausgabe erschien 2001 im Arena Verlag. Die Geschichte der Protagonistin Mary Newbury wird im 2002 erschienenen Buch Hexenschwestern (englischer Originaltitel Sorceress) fortgesetzt.

## Inhalt
Die Geschichte spielt im Jahre 1659 und erzählt anhand von Tagebucheinträgen die Lebensgeschichte der jungen Frau Mary Newbury. Die Dreizehnjährige lebt glücklich mit ihrer Großmutter in einem kleinen Dorf in England. Doch die Dorfbewohner beschuldigen ihre Großmutter der Hexerei. Sie wird gefoltert, als Hexe verurteilt und hingerichtet. Das Mädchen bleibt allein und hilflos zurück.
Mary wird von einer unbekannten, wohlhabenden Frau, die behauptet, ihrer Großmutter zu Dank verpflichtet zu sein, in Sicherheit gebracht. Mary ahnt, dass es ihre Mutter ist. Die Frau schickt Mary per Kutsche an die englische Küste: Das Mädchen soll unter der Obhut der Familie Rivers mit einer Gruppe puritanischer Auswanderer nach Amerika segeln. Auf dem Schiff trifft sie die Heilerin Martha und bleibt bei ihr. Außerdem freundet sie sich mit dem Schiffsjungen Jack, dem Apotheker Jonah und seinem Sohn Tobias an.
Nach langer, ereignisreicher Fahrt landet das Schiff mit den Auswanderern schließlich in Salem, einer Hafenstadt an der amerikanischen Ostküste. Mary wird angeboten, in Salem zu bleiben, doch sie möchte Martha nicht verlassen und schließt sich dem Treck an, der unter der Führung zweier Indianer ins Landesinnere zieht, um zu einer Siedlung zu gelangen, in der sich befreundete und verwandte Protestanten niedergelassen haben.
Dort führen der bigotte religiöse Fanatiker Reverend Johnson und seine abergläubischen Gehilfen ein strenges Regiment. Auf der Suche nach Heilpflanzen im angrenzenden Wald trifft Mary die beiden Indianer wieder, die den Siedlertreck angeführt hatten, und freundet sich mit ihnen an. Um ihre häufigen Waldspaziergänge ranken sich allerdings bald wilde Gerüchte. Und die Eifersucht mehrerer Siedlermädchen und ihr Hass auf Mary führen schließlich dazu, dass Mary die Vergangenheit einholt und sie so wie ihre Großmutter der Hexerei bezichtigt wird. Mit Hilfe von Martha und der Familie Rivers gelingt Mary jedoch die Flucht und sie entgeht so dem sicheren Tod.

## Rezeption
The Independent schreibt über Witch Child: „Fesselnd und überzeugend … Rees ist ein wichtiger Autor für jugendliche Leser geworden.“ The Guardian befindet über den Roman: „Geschickt konstruiert und mit Anmut und Energie geschrieben.“ Jennifer M. Brabander schreibt in ihrer Rezension im Horn Book Magazine: „Wie die Harry-Potter-Bücher bietet auch Witch Child den Lesern eine Art magische Wunscherfüllung, allerdings haben Marys Kräfte eine New-Age- bzw. spirituelle Ausrichtung: Ihre Fähigkeiten werden mit denen der indianischen Schamanen verglichen, denen sie in der Neuen Welt begegnet (eine Anspielung auf den Wicca-Glauben oder eine schamlose Aneignung, je nachdem, wie man es sieht).“ Das School Library Journal schreibt in seiner Buchrezension: „Während die Quilt-Prämisse ein offensichtlicher Trick ist, ist das historische Setting solide und gut entwickelt, und Mary ist ein absolut glaubwürdiger Charakter. Leser, die bereits von Geschichten wie Ann Rinaldis A Break with Charity (Harcourt, 1992) oder Elizabeth George Speares The Witch of Blackbird Pond (Houghton Mifflin, 1958) gefesselt sind, werden dieses Buch nicht verpassen wollen.“

## Auszeichnungen
Witch Child stand 2001 auf der Auswahlliste für den Guardian Children’s Fiction Prize und 2002 auf der Auswahlliste für den North East Book Award. 2002 gewann der Roman in Frankreich den Prix Roman Millepages und 2003 den Prix Sorcières. Beim italienischen Cento Literary Prize erreichte Witch Child den zweiten Platz.

## Referenzen
Witch Child wird in dem literarischen Nachschlagewerk 1001 Kinder- und Jugendbücher – Lies uns, bevor Du erwachsen bist! für die Altersstufe 12+ Jahre empfohlen.

## Ausgaben
- Witch Child. Bloomsbury Publishing, London, UK 2000 (englisch).
- Hexenkind. Arena Verlag, 2001.

## Weblink
- Witch Child (englisch)